# Alberto Vargas

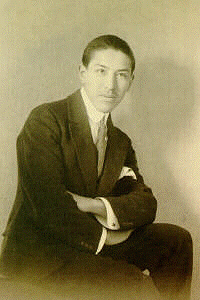
Vargas in New York, ca. 1919

Joaquin Alberto Vargas y Chávez (* 9. Februar 1896 in Arequipa, Peru; † 30. Dezember 1982 in Los Angeles) war ein peruanischer Zeichner, der für seine Pin-Up-Zeichnungen berühmt geworden ist.
Ab 1940 zeichnete er als Ablösung von George Petty für das amerikanische Esquire-Magazin über 180 verschiedene Pin-Ups. Um die Rechte an den Bildern dauerhaft zu behalten, setzte Esquire durch, dass das „s“ seines Nachnamens weggelassen wurde. Als Alberto Vargas später den Esquire verließ, um 1956 zum Playboy zu wechseln, wurde es ihm untersagt, den Namen Varga für zukünftige Zeichnungen zu verwenden; daher unterzeichnete er fortan mit seinem kompletten Nachnamen. Hugh Hefner war ein begeisterter Anhänger Vargas’, der insgesamt über 20 Jahre für den Playboy arbeitete.
Mehr als 150 von Vargas’ Arbeiten werden heute im Spencer Museum of Art gezeigt.
Alberto Vargas starb sechs Wochen vor seinem 87. Geburtstag an einem Herzinfarkt.